# Пирогово (Каменський міський округ)
Пирого́во (рос. Пирогово) — село у складі Каменського міського округу Свердловської області.
Населення — 436 осіб (2010, 447 у 2002).
Національний склад станом на 2002 рік: росіяни — 88 %.